# Revolução de Agosto
A Revolução de Agosto (vietnamita: Cách mạng tháng Tám), também conhecida como a Revolução Geral de Agosto (vietnamita: Tổng Khởi nghĩa tháng Tám), foi uma revolução lançada pela Việt Minh (Liga para a Independência do Vietnã) de Ho Chi Minh contra os franceses e o domínio colonial do Império Japonês no Vietnã, em 19 de agosto de 1945.
Em duas semanas, as forças sob o comando de Việt Minh haviam assumido o controle da maioria dos vilarejos e cidades rurais do norte, centro e sul do Vietnã, incluindo Hanói, onde o presidente Hồ Chí Minh anunciou a formação da República Democrática Provisória, Huế, Saigon, exceto em municípios Móng Cái, Vĩnh Yên, Hà Giang, Lào Cai, Lai Châu. No entanto, de acordo com o documento vietnamita, Việt Minh, de fato, assumiu o controle do Vietnã. Em 2 de setembro de 1945, Ho Chi Minh declarou a independência vietnamita. A Revolução de Agosto procurou criar um regime unificado de Việt Minh para todo o país.
O dia 19 de agosto é considerado o dia não oficial da Vitória sobre o Japão no Vietnã.

## Revolução de agosto

### No Norte
Quando os japoneses se renderam em 15 de agosto, o Việt Minh imediatamente lançou a insurreição que já havia preparado há muito tempo. Os 'Comitês Revolucionários do Povo' em todo o interior assumiram cargos administrativos, muitas vezes agindo por sua própria iniciativa, e nas cidades os japoneses aguardavam enquanto os vietnamitas assumiam o controle. Na manhã de 19 de agosto, o Việt Minh assumiu o controle de Hanói, capturando o norte do Vietnã nos próximos dias.
O governo de Tran Trong Kim havia renunciado antes, em 13 de agosto, cedendo ao novo governo provisório vietnamita de Hồ Chí Minh. Hồ Chí Minh ofereceu a Bảo Đại um cargo de conselheiro supremo. Hồ Chí Minh declarou independência da recém-criada República Democrática do Vietnã, sediada em Hanói, em 2 de setembro de 1945.

### No Sul
No entanto, enquanto o povo celebrava sua vitória no norte, os Việt Minh enfrentavam vários problemas no sul, que era politicamente mais diverso do que no norte. O Việt Minh não conseguira estabelecer o mesmo grau de controle no sul e no norte. Houve sérias divisões no movimento de independência no sul, onde Việt Minh, Cao Đài, Hòa Hảo, outros grupos nacionalistas e os trotskistas competiram pelo controle.
Em 25 de agosto, os comunistas estabeleceram um Comitê Executivo Provisório com Tran Van Giau à frente. O comitê assumiu a administração pública em Saigon, mas seguiu as ordens dos Aliados para que os japoneses mantivessem a lei e a ordem até que as tropas aliadas chegassem.

### Resumo
Lê Trọng Nghĩa, que participou da Revolução de Agosto em Hanói e mais tarde se tornou o chefe do Departamento de Inteligência tanto do Partido Comunista quanto dos militares, disse sobre os acontecimentos em Hanói: 'O governo não entregou o poder ou entrou em colapso, o Việt Minh tomou a decisão de destruir o que estava ali, toda a administração. Fomos ousados. Aproximando-se dos japoneses, aproveitando a energia em torno da popularidade do Partido Democrata para influenciar o resultado da revolta do povo e usando nossos agentes secretos dentro do aparato de fantoches para desmoronar dentro de nós”.